# Iordăcheanu
Iordăcheanu là một xã thuộc hạt Prahova, România. Dân số thời điểm năm 2002 là 5184 người.